# John Schlesinger
John Richard Schlesinger, CBE (Londres, 16 de fevereiro de 1926 — Palm Springs, 25 de julho de 2003) foi um diretor de cinema britânico.

## Biografia
Schlesinger nasceu em Londres, numa família judia de classe média, filho de Winifred Henrietta (nascida Regensburg) e Bernard Edward Schlesinger, um médico. Trabalhou na televisão como ator, depois de se formar na Uppingham School e no Balliol College, na Universidade de Oxford.

### Carreira
Um dos seus primeiros filmes, o documentário Terminus (1960) lhe rendeu um Leão de Ouro no Festival de Cinema de Veneza e um BAFTA (o prêmio da academia britânica de cinema homônima). Seus primeiros dois filmes, A Kind of Loving (1962) e Billy Liar (1963) lidavam com a vida de personagens do norte da Inglaterra.
Seu terceiro filme, Darling (1965) descrevia de maneira ousada o modo de vida urbano de Londres, e foi um dos primeiros filmes sobre a chamada swinging London da década de 1960. O próximo filme de Schlesinger foi Far From The Madding Crowd (1967), uma adaptação do romance popular de Thomas Hardy. Seu próximo filme, Midnight Cowboy (1969), foi aclamado internacionalmente e venceu o Óscar de Melhor Diretor e Melhor Filme.
Alguns de seus filmes posteriores incluem Sunday Bloody Sunday (1971), The Day of the Locust (1975), Marathon Man (1976), Yanks (1979), Pacific Heights (1990), A Question of Attribution (1991), The Innocent (1993) e The Next Best Thing (2000).
Schlesinger também dirigiu a peça Timon of Athens (1965), de William Shakespeare, para a Royal Shakespeare Company, e o musical I and Albert (1972), no Piccadilly Theatre, de Londres. A partir de 1973 tornou-se diretor-associado do Royal National Theatre.
Abertamente gay, Schlesinger lidou com a homossexualidade em Midnight Cowboy, Sunday Bloody Sunday e The Next Best Thing.
Schlesinger também dirigiu uma propaganda política partidária para o Partido Conservador nas eleições gerais do Reino Unido de 1992, que mostrava o primeiro-ministro John Major retornando a Brixton, no sul de Londres, onde ele havia passado sua adolescência, enfatizando suas origens humildes (atípicas para um conservador tradicional). Schlesinger admitiu ter votado para todos os três principais partidos políticos do Reino Unido em algum ponto de sua vida.

### Morte
Schlesinger passou por uma ponte de safena quádrupla em 1998, antes de sofrer um derrame em dezembro de 2000. Foi retirado do suporte à vida em 24 de julho de 2003 em seu leito de hospital no Desert Regional Medical Center, em Palm Springs, após autorização de seu parceiro por mais de 30 anos, o fotógrafo Michael Childers. Schlesinger morreu no início do dia seguinte, aos 77 anos.

## Filmografia
- 1961 – Terminus (curta-metragem)
- 1962 – A Kind of Loving
- 1963 – Billy Liar
- 1965 – Darling
- 1967 – Far From The Madding Crowd
- 1967 – Days in The Trees (televisão)
- 1969 – Midnight Cowboy
- 1971 – Sunday Bloody Sunday
- 1973 – Visions of Eight
- 1975 – The Day of The Locust
- 1976 – Marathon Man
- 1979 – Yanks
- 1981 – Honky Tonk Freeway
- 1983 – An Englishman Abroad (televisão)
- 1983 – Separate Tables (televisão)
- 1985 – The Falcon and the Snowman
- 1987 – The Believers
- 1988 – Madame Sousatzka
- 1990 – Pacific Heights
- 1993 – The Innocent (televisão)
- 1995 – Cold Comfort Farm
- 1996 – Eye for An Eye
- 1998 – The Tale of Sweeney Todd (televisão)
- 2000 – The Next Best Thing

## Prémios e nomeações
- Recebeu três nomeações ao Óscar de Melhor Realizador, por Darling (1965), Midnight Cowboy (1969) e Sunday Bloody Sunday (1971). Venceu por Midnight Cowboy.
- Recebeu três nomeações ao Globo de Ouro de Melhor Realizador, por Darling (1965), Midnight Cowboy (1969) e Marathon Man (1976).
- Recebeu três nomeações ao BAFTA de Melhor Realizador, por Midnight Cowboy (1969), Sunday Bloody Sunday (1971) e Yanks (1979). Venceu por Midnight Cowboy e por "Sunday Bloody Sunday".
- Recebeu uma nomeação ao BAFTA de Melhor Filme Britânico, por Darling (1965).
- Recebeu uma nomeação ao BAFTA de Melhor Curta-metragem, por Terminus (1961).
- Ganhou o Prémio Bodil de Melhor Filme Não Europeu, por Midnight Cowboy (1969).
- Ganhou o Urso de Ouro no Festival de Berlim, por A Kind of Loving (1962).
- Ganhou o Prémio OCIC no Festival de Berlim, por Midnight Cowboy (1969).
- Recebeu uma nomeação à Framboesa de Ouro de Pior Realizador, por The Next Best Thing (2000).